# احمد جمیل مدنی
احمد جمیل مدنی (عربی: أحمد جميل مدني؛ زادهٔ ۶ ژانویهٔ ۱۹۷۰) بازیکن سابق فوتبال اهل عربستان سعودی است.
وی در تیم ملی فوتبال عربستان ۱۳۰ بازی انجام داده است و عضو این تیم در جام جهانی فوتبال ۱۹۹۴ و ۱۹۹۸ بوده است.